# Alto Pelado
Alto Pelado är en ort i Argentina.   Den ligger i provinsen San Luis, i den centrala delen av landet, 700 kilometer väster om huvudstaden Buenos Aires. Alto Pelado ligger 728 meter över havet och antalet invånare är 803.
Terrängen runt Alto Pelado är huvudsakligen platt. Alto Pelado ligger uppe på en höjd. Runt Alto Pelado är det glesbefolkat, med 15 invånare per kvadratkilometer.. Det finns inga andra samhällen i närheten.
Omgivningarna runt Alto Pelado är i huvudsak ett öppet busklandskap.